# Balantiocheilos melanopterus
Espèce
Statut de conservation UICN

 VU  : Vulnérable
Balantiocheilos melanopterus est une espèce de poissons d'eau douce de la famille des Cyprinidés. Il est appelé couramment Barbu-requin ou Requin argenté en raison de son apparence.

## Distribution
Cette espèce se rencontre dans les fleuves et lacs d'Asie du Sud-Est (Thaïlande, Bornéo, Sumatra, etc.) et est considéré comme menacé dans sa région d'origine.
Ce cyprinidé a été menacé d'extinction à cause de son succès comme poisson d'ornement dans les aquariums mais, heureusement, actuellement, l'élevage en captivité réduit cette menace sur les populations naturelles.

## Description

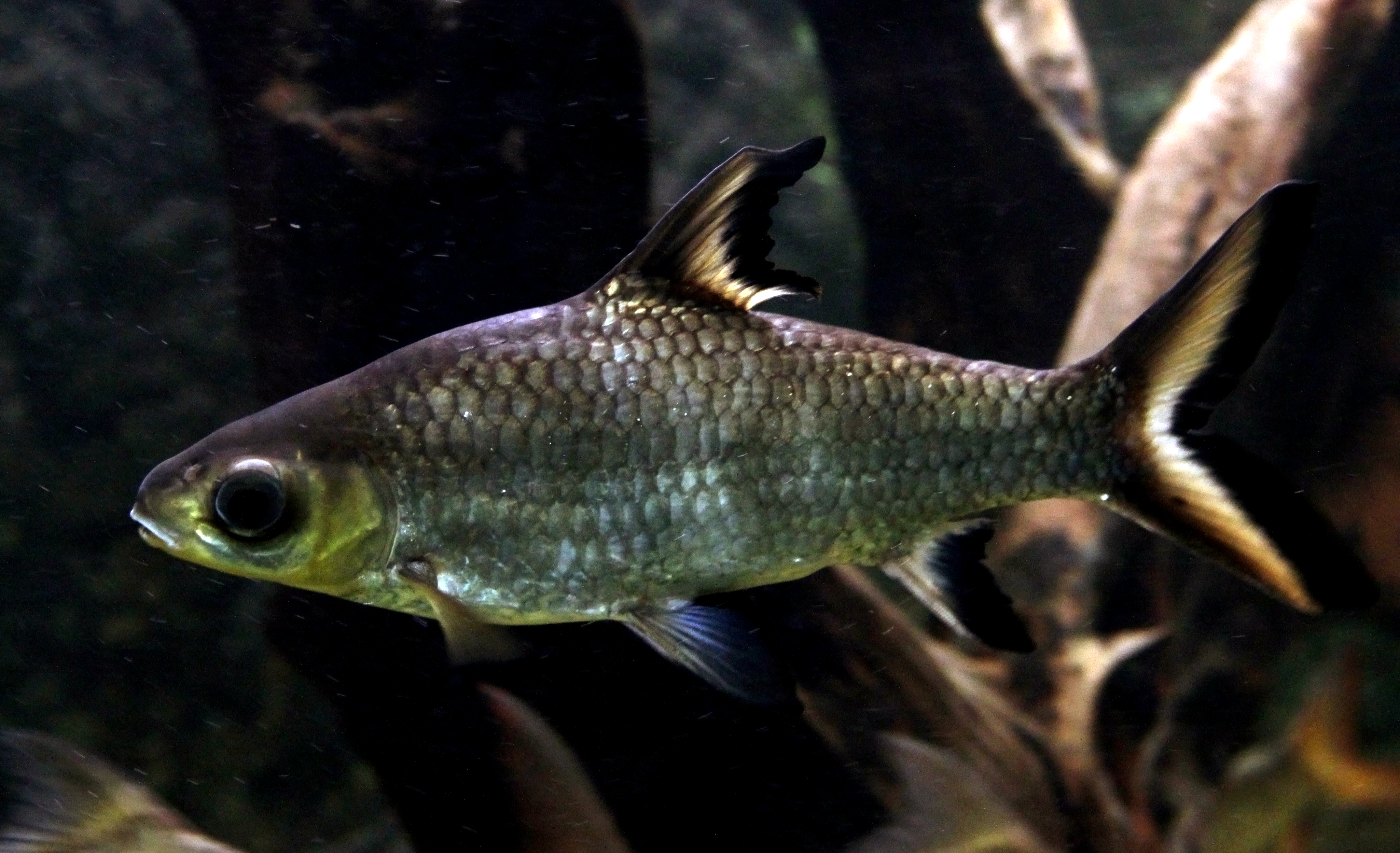
Barbu-requin.

Balantiocheilos melanopterus mesure jusqu'à 50 cm à l'état sauvage (mais les dépasse rarement en captivité), sans différence notable selon les sexes. Sa couleur est gris métallique avec le bout des nageoires noir. Son nez est pointu et sa nageoire caudale est en forme de fourche. Son espérance de vie varie de 5 à 10 ans. Il s'agit d'un poisson grégaire.

## Alimentation
Le barbu-requin se nourrit de phytoplancton mais essentiellement de zooplancton comme des rotifères et des petits crustacés. Il mange aussi des larves d’insectes.

## Aquariophilie
Cette espèce est difficile à maintenir en aquarium. Elle nécessite un bac présentant un grand volume d'eau, sinon elle a tendance à devenir agressive.